# Huragan Maria
Huragan Maria – huragan na Oceanie Atlantyckim, który nawiedził lądy graniczące z Morzem Karaibskim w okresie od 16 września 2017 do 2 października 2017. Było to najsilniejsze tego typu zjawisko atmosferyczne w tamtym rejonie od pojawienia się w 2007 roku huraganu Dean.
Był to huragan 5. kategorii w skali Saffira-Simpsona, który nawiedził wyspy Gwadelupę, Dominikę, Wyspy Dziewicze, Caicos, Turks, a także Portoryko, gdzie w stolicy San Juan wystąpiły podtopienia i zalania. Żywioł pozbawił mieszkańców prądu i domów.
Według początkowych szacunków wskutek huraganu zginęło 1509 ludzi. Na Karaibach śmierć poniosło 17 osób, 14 osób na Dominice i 2 na francuskiej Gwadelupie. Po miesiącu od przejścia huraganu u 74 osób pojawiły się podejrzane przypadki prawdopodobnie choroby leptospirozy. Przez niemal rok od huraganu władze Portoryko utrzymywały, że liczba śmiertelnych ofiar wynosiła 64 osoby. W sierpniu 2018 gubernator Ricardo Rosselló oświadczył, że uznaje wyniki niezależnego dochodzenia i przyjmuje, że w wyniku huraganu śmierć poniosło 2975 osób.
Zniszczone Portoryko odwiedzili prezydent Donald Trump, a także Mónica Puig i Marija Szarapowa. Lin-Manuel Miranda nagrał singiel „Almost Like Praying”, a dochód ze sprzedaży przeznaczono na pomoc ofiarom huraganu.

## Ofiary katastrofy
| Kraj                                 | Ofiary śmiertelne |
| ------------------------------------ | ----------------- |
| Portoryko                            | 2975              |
| Dominika                             | 65                |
| Dominikana                           | 5                 |
| Stany Zjednoczone                    | 4                 |
| Haiti                                | 3                 |
| Wyspy Dziewicze Stanów Zjednoczonych | 3                 |
| Gwadelupa                            | 2                 |
| Razem                                | 3057              |